# Singulato
Singulato Motors és la nova marca de vehicles energètics de Chi Che-hung Technology Co., Ltd. Singulato es va fundar el desembre de 2014 a Pequín com a empresa d'Internet per produir vehicles xinesos de nova energia premium.

## Història
A finals de 2014, l'empresa xinesa Zhiche Youxing Technology Co., Ltd., gestionada per l'empresari Shen Haiyin, va establir startup Singulato Motors a la capital Beijing. La filial es va centrar a desenvolupar una gamma de cotxes elèctrics autònoms, competint amb start-ups similars a Xina. A més, Singulato també treballa en el desenvolupament de tecnologia de vehicles autònoms i big data.
El febrer de 2018, Singulato va anunciar els seus models de plans inclosa la construcció i introduir cotxes elèctrics a la venda en els propers 6 anys, tenint en compte el mercat nacional xinès. A l'abril, el fabricant va anunciar que havia obtingut fons equivalents a 2.400 milions de dòlars per implementar el primer model en sèrie iS6, l'estrena oficial del qual va tenir lloc al Saló de l'Automòbil de Pequín 2018 un mes després.
Paral·lelament al llançament del iS6, Singulato Motors va presentar el prototip iM8 Concept que il·lustra la seva visió del monovolum autònom del futur. Al seu torn, l'abril de 2018, Singularo va presentar un altre estudi iC3, aquesta vegada es mostra un cotxe elèctric petit de dos seients amb el disseny de carrosseria Toyota del iQ.
No es van poder realitzar plans ambiciosos, inclosa la implementació del model iS6 a la producció, que no es va aconseguir el 2018, 2019 o 2021. L'empresa fallida finalment es va declarar en fallida el juliol de 2023.

## Productes
El producte actual inclou el següent:
- Singulato iS6-Encreuament elèctric de mida mitjana
- Singular iM8 (concepte)-MPV elèctric
- Singulato iC3 (concepte)-cotxe elèctric urbà basat en el Toyota iQ

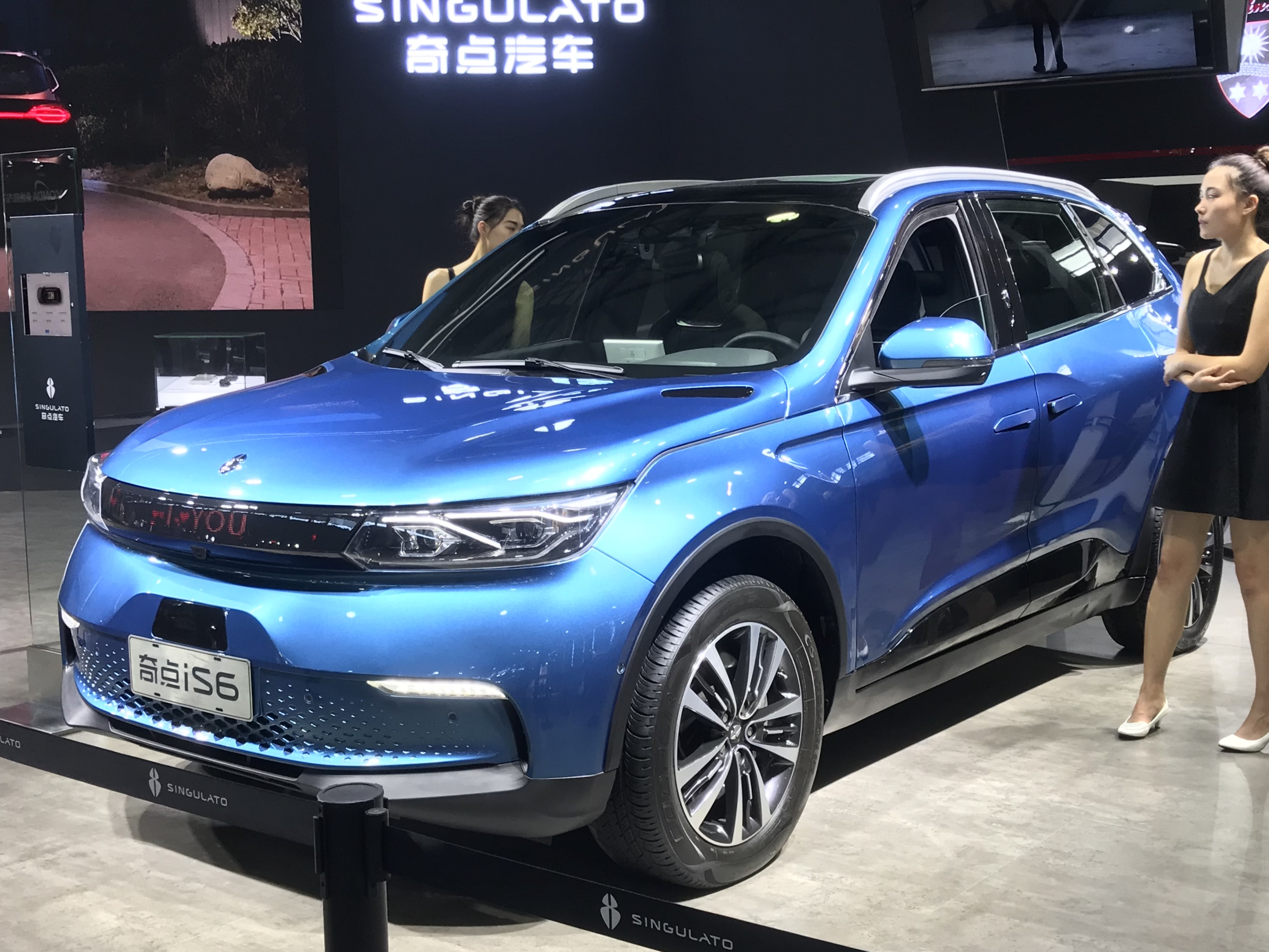
Singulato iS6
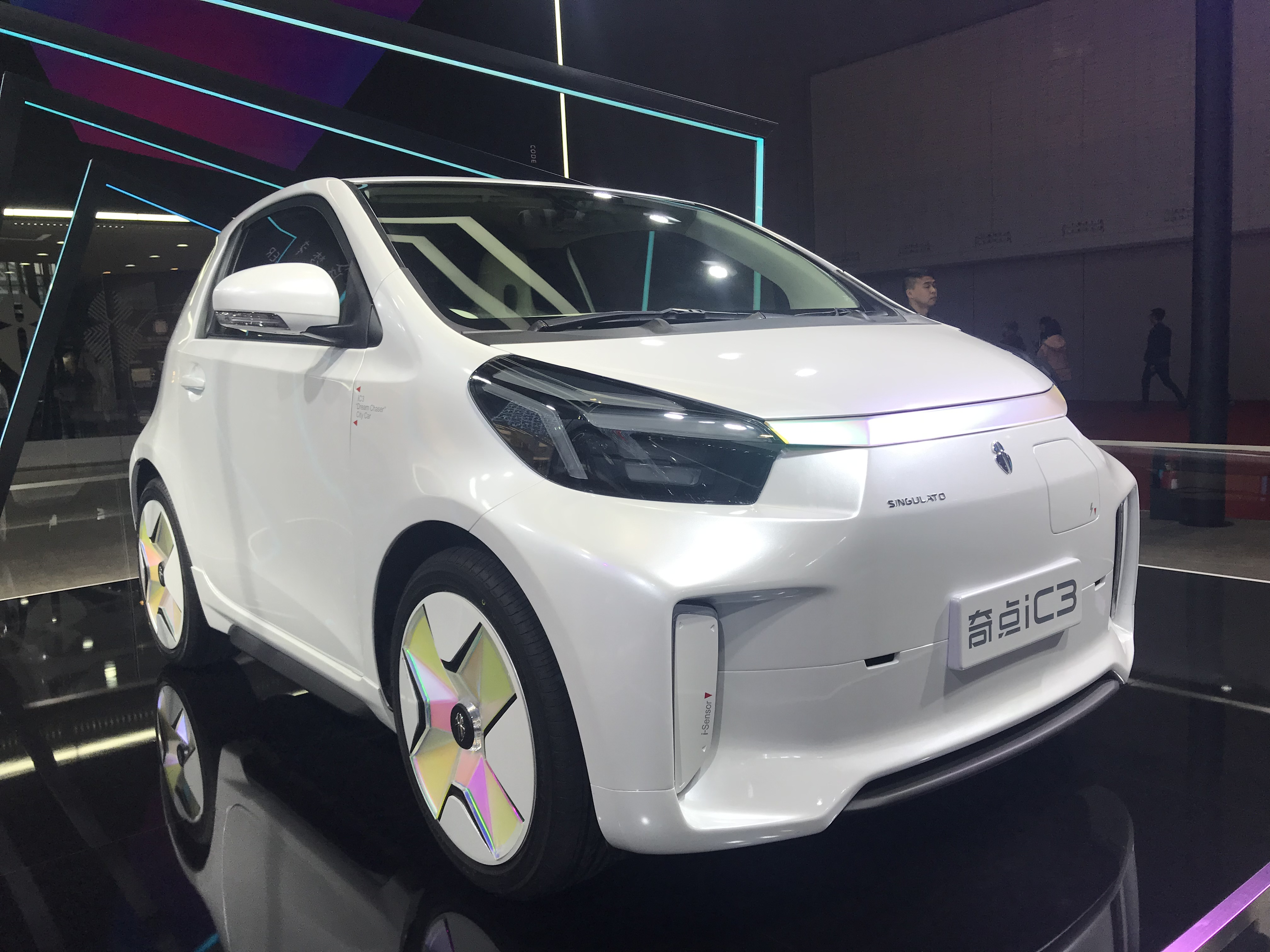
Singulato iC3